# Балкански куп у фудбалу за репрезентације 1948.
Балкански куп 1948. (енгл. 1948 Balkan and Central European Championship) званично названо Балканско и средњоевропско првенство, се играло између априла и новембра 1948. године. На овом издању купа учествовале су репрезентације Албаније, Румуније, Бугарске, Југославије, Мађарске, Пољске и Чехословачке. То је било прво и једино учешће Пољске и Чехословачке на турниру, који није никада завршено, и као такво се и рачуна. Мађарска је водила у табели у време када је напуштена.

## Коначна табела
| Pos | Тим          | О | П | Н | И | ГД | ГП | ГР  | Бод. |
| --- | ------------ | - | - | - | - | -- | -- | --- | ---- |
| 1   | Мађарска     | 6 | 4 | 1 | 1 | 22 | 5  | +17 | 9    |
| 2   | Југославија  | 3 | 2 | 1 | 0 | 4  | 1  | +3  | 5    |
| 3   | Бугарска     | 5 | 2 | 1 | 2 | 6  | 7  | −1  | 5    |
| 4   | Румунија     | 6 | 2 | 1 | 3 | 6  | 18 | −12 | 5    |
| 5   | Албанија     | 3 | 1 | 2 | 0 | 1  | 0  | +1  | 4    |
| 6   | Пољска       | 5 | 1 | 2 | 2 | 6  | 9  | −3  | 4    |
| 7   | Чехословачка | 4 | 0 | 0 | 4 | 3  | 8  | −5  | 0    |

## Утакмице
| Бугарска    | 1 : 1    | Пољска     |
| ----------- | -------- | ---------- |
| Станков 18’ | Извештај | Парпан 23’ |

| Пољска                             | 3 : 1    | Чехословачка |
| ---------------------------------- | -------- | ------------ |
| Чешлик 7’ · Грач 15’ · Спођеја 83’ | Извештај | Кокштејн 58’ |

| Румунија | 0 : 1    | Албанија   |
| -------- | -------- | ---------- |
|          | Извештај | Мираши 63’ |

| Албанија | 0 : 0    | Мађарска |
| -------- | -------- | -------- |
|          | Извештај |          |

| Мађарска              | 2 : 1    | Чехословачка |
| --------------------- | -------- | ------------ |
| Егреши 16’ · Деак 73’ | Извештај | Шуберт 81’   |

| Мађарска                                                                   | 9 : 0    | Румунија |
| -------------------------------------------------------------------------- | -------- | -------- |
| Месарош 30’, 46’ · Егреши 43’, 61’, 72’ · Пушкаш 58’, 82’ · Кочиш 67’, 85’ | Извештај |          |

| Румунија                                | 3 : 2    | Бугарска                  |
| --------------------------------------- | -------- | ------------------------- |
| Фаркаш 22’, 71’ (пен.) · Думитреску 78’ | Извештај | Аргиров 14’ · Цветков 21’ |

| Југославија | 0 : 0    | Албанија |
| ----------- | -------- | -------- |
|             | Извештај |          |

| Бугарска    | 1 : 3    | Југославија                          |
| ----------- | -------- | ------------------------------------ |
| Аргиров 32’ | Извештај | Велф 41’ · Митић 54’ · Чајковски 72’ |

| Румунија                       | 2 : 1    | Чехословачка |
| ------------------------------ | -------- | ------------ |
| Јордаке 22’ · Барта 90’ (пен.) | Извештај | Менцлик 77’  |

| Пољска | 0 : 1    | Југославија |
| ------ | -------- | ----------- |
|        | Извештај | Митић 24’   |

| Бугарска  | 1 : 0    | Чехословачка |
| --------- | -------- | ------------ |
| Милев 37’ | Извештај |              |

| Пољска                 | 2 : 6    | Мађарска                                                       |
| ---------------------- | -------- | -------------------------------------------------------------- |
| Кохут 37’ · Чешлик 68’ | Извештај | Божик 20’ · Хидегкути 25’, 81’ · Суса 29’ · Деак 69’ · Тот 72’ |

| Пољска | 0 : 0    | Румунија |
| ------ | -------- | -------- |
|        | Извештај |          |

| Румунија     | 1 : 5    | Мађарска                             |
| ------------ | -------- | ------------------------------------ |
| Печовски 77’ | Извештај | Пушкаш 44’, 64’, 83’ · Деак 49’, 68’ |

| Бугарска    | 1 : 0    | Мађарска |
| ----------- | -------- | -------- |
| Миланов 15’ | Извештај |          |

## Белешка
1. ↑  Ова утакмица између Мађарске и Чехословачке се такође рачунала Централноевропски међународни куп 1948/53.[1]

## Утакмице које нису одигране
(напомена: није одређен датум и место одигравања утакмица)
- Југославија и  Мађарска
- Југославија и  Румунија
- Албанија и  Бугарска
- Албанија и  Пољска
- Албанија и  Чехословачка

Поред овога, Мађарска је два пута играла против Румуније.

## Статистика
- Састав Југославије против Албаније 0 : 0

Репрезентација Југославије: Фрањо Шоштарић, Мирослав Брозовић, Божо Брокета, Миомир Петровић, Златко Чајковски, Миодраг Јовановић, Александар Атанацковић, Првослав Михајловић, Рајко Митић, Винко Голоб, Стјепан Бобек, Бернард Вукас. Селекторска комисија: Милорад Арсенијевић и Александар Тирнанић
- Састав Југославије против Бугарске 3 : 1

Репрезентација Југославије: Фрањо Шоштарић, Мирослав Брозовић, Бранко Станковић, Бела Палфи, Миодраг Јовановић, Александар Атанацковић, Звонимир Цимерманчић, Рајко Митић, Фрањо Велф, Стјепан Бобек, Жељко Чајковски. С. К.: Милорад Арсенијевић и Александар Тирнанић
- Састав Југославије против Пољске 1 : 0

Репрезентација Југославије: Фрањо Шоштарић, Мирослав Брозовић, Бранко Станковић, Златко Чајковски, Миодраг Јовановић, Александар Атанацковић, Бернард Вукас, Рајко Митић, Коста Томашевић Стјепан Бобек, Жељко Чајковски. С. К.: Милорад Арсенијевић и Александар Тирнанић

### Стрелци голова
Укупно је постигнуто  48 голова у 16 утакмица, с просеком од 3 гола по утакмици.
5 голова
- Ф. Пушкаш

4 гола
- Ф. Деак
- Б. Егреши

2 гола
- Н. Хидегкути
- Ј. Месарош
- Ш. Кочиш
- Р. Митић
- Ј. Фаркаш
- П. Аргитов
- Г. Чешлик

1 гол
- Ф. Велф
- Ж. Чајковски
- Ф. Суса
- Ј. Божик
- М. Тот
- П. Мираши
- Б. Цветков
- Д. Миланов
- К. Милев
- Т. Станков
- Ј. Кохут
- Х. Спођеја
- М. Грац
- Т. Парпан
- Ј. Шуберт
- О. Менцлик
- В. Кокштејн
- Н. Димитреску
- Е. Јордаке
- К. Барта
- Ј. Печовски